# Danne Fantom
Danne Fantom (orig. Danny Phantom) är en amerikansk-kanadensisk animerad TV-serie skapad av Butch Hartman - mannen bakom Fairly Odd Parents - och producerad för barn-TV-kanalen Nickelodeon. Serien började sändas i USA i april 2004. Totalt finns det 53 avsnitt och alla dessa har köpts in till Sverige.
I Sverige visas serien i den svenska versionen av Nickelodeon.
Serien handlar om en fjortonårig impopulär pojke vid namn Danne Fenton. Hans föräldrar är spökjägare och när han av misstag går in i sin fars spökportal förvandlas han till ett halvspöke. Det är nu hans uppgift att rädda hemstaden Amity Park mot spöken vilket är betydligt svårare än han först trott.

## Svensk Version
Studio: Sun Studio Sweden
 Regissör: Charlotte Ardai Jennefors

Översättare: Mats Wänblad 

Ljudtekniker: Rickard Engborg, Rolf Auhagen

Tekniker: Filip Högberg, Robin Larsson Asp, Hasse Jonsson

Assistenter: Magnus Veigas, Mattias Johannesson

Mixning: Magnus Veigas

Utgivningsdatum: 13 juni 2008 - 12 juni 2012

### Svenska röster
- Joakim Tidermark - Danny Fenton / Danne Fantom
- Elin Abelin - Samantha "Sam" Manson
- Kim Sulocki - Tucker Foley
- Elina Raeder - Ember McLain
- Emma Lewin Segelström - Jasmine "Jazz" Fenton
- Adam Fietz - Skulker
- Mikael Regenholz - Dash Baxter
- Claes Ljungmark - Vlad Masters / Vlad Plasmius
- Mikaela Tidermark Nelson - Penelope Spectra
- Anneli Heed - Valerie Gray
- Christian Fex - Mr Lancer
- Ayla Kabaca - Paulina, Dani Phantom
- Joakim Jennefors - James Sie, Kwan
- Amanda Renberg - Stjärna
- Johan Hedenberg - Jack Fenton
- Christine Meltzer - Maddie Fenton
- Anders Öjebo - Ernesto Montez
- Kayo Shekoni - Kitty
- Cecilia Wrangel - Youngblood

### Övriga röster
- Johan Hedenberg
- Alex Kantsjö
- Anneli Heed
- Daniel Sjöberg
- Fredrik Hiller
- Anders Öjebo
- Linus Ingelsbo
- Christian Fex
- Nick Atkinson
- Ole Ornered
- Annica Smedius

### Titelsång
- Anders Öjebo
- Fredrik Hiller
- Adam Fietz
- Ole Ornered